# Бем, Михаил Антонович
Михаил Антонович Бем (1858—1917) — генерал-майор, участник китайского похода, русско-японской и первой мировой войны.

## Биография
Из дворян Гродненской губернии. Образование получил в частном учебном заведении. Окончил 2-е военное Константиновское училище.
Участник похода в Китай 1900—1901. С 20 сентября 1900 по 25 февраля 1902 — командир 10-го Восточно-Сибирского стрелкового полка.
С 25 февраля 1902 по 9 марта 1904 — командир 3-го стрелкового полка (Лодзь).
Участник русско-японской войны 1904—1905.
С 9 марта 1904 по 12 мая 1904 — командир 16-го Восточно-Сибирского стрелкового полка.
С 12 мая 1904 по 21 июня 1904 — командир 22-го Восточно-Сибирского стрелкового полка (Никольск-Уссурийский).
С 11 октября 1904 по 25 апреля 1906 — командир 314-го пехотного Кадниковского полка.
С 25 апреля 1906 по 8 апреля 1911 — командир 102-го пехотного Вятского полка (Гродно).
С 8 апреля 1911 по 9 октября 1915 — командир 1-й бригады 38-й пехотной дивизии (Кобрин, с 1913 года Брест-Литовск).
Состоял в резерве чинов при штабе Двинского ВО (с 09.10.1915). Начальник 30-й пехотной запасной бригады (Казанский ВО; с 07.03.1916).
Убит солдатами в ходе событий, сопровождавших Февральскую революцию, на площади, пытаясь остановить митингующих против войны. Согласно некоторым источникам, в убийстве участвовал М. П. Фриновский. Исключен из списков умершим 15.07.1917.

## Награды
- Орден Святой Анны 3-й степени (1895 год)
- Орден Святого Владимира 4-й степени с мечами и бантом (1901 год)
- Золотое оружие «За храбрость» (25.10.1903)
- Орден Святого Владимира 3-й степени (ВП 06.04.1908)
- Орден Святого Станислава 1-й степени (1913 год)
- мечи к ордену Святого Станислава 1-й степени (07.11.1914)
- Орден Святой Анны 1-й степени (09.04.1915)
- Орден Святого Владимира 2-й степени с мечами (27.08.1915)

Иностранные:
- Командорский крест Нидерландского ордена Орано-Нассауского Дома (1902)
- Японский орден Восходящего солнца 4-й степени (1902)
- Прусский орден Красного Орла 2-го класса с мечами (21.02.1904)
- Итальянский Командорский крест ордена Короны 3-й степени (30.05.1908)